# Iberian Sports Retail Group
A Iberian Sports Retail Group (ISRG), é uma empresa retalhista do setor do desporto criada em 2018, resultado da fusão de quatro marcas do retalho desportivo: a JD Sports, Sprinter, Sport Zone e Size?.
Em março de 2017, foi anunciado que a Sonae iria participar numa joint venture com a JD Sports Fashion e a JD Sprinter Holdings, com o objetivo de formar o segundo maior retalhista de desporto na península ibérica, prevendo a combinação dos negócios entre estas empresas.
A janeiro de 2018, deu-se a conclusão da fusão entre estas empresas, surgindo assim a ISRG.
Em maio de 2023, a Sonae, juntamente com a Balaiko (dona da Sprinter), comunicaram ao Grupo JD a decisão de exercerem a Opção de Compra ou Venda, prevista no acordo parassocial de acionistas, de forma a desfazer a parceria entre estas marcas. Esta decisão surgiu numa alteração de relacionamento com o Grupo JD e numa mudança de visões de estratégia.
Em julho do mesmo ano, foi anunciada a compra das posições minoritárias da Sonae e da Balaiko na ISRG (29,9% e 19,9% respetivamente) pelo Grupo JD (que detém 50,02%), tornando-se este o acionista único da empresa, passando a deter 100% do grupo retalhista. A venda da sua posição de 30% como acionista, irá permitir à Sonae um encaixe de 300 milhões de euros. A venda está ainda condicionada à aprovação pela Assembleia Geral de Acionistas do Grupo JD.
Em outubro de 2023, foi concluída a venda das participações da Sonae e da Balaiko na ISRG, tornando assim o Grupo JD o único acionista.
Em dezembro de 2023, uma das empresas subsidiárias da ISRG, a Sports Unlimited Retail (que gere as marcas Perry Sport, Aktiensport e Sprinter nos Países Baixos), declarou falência. Todas as lojas das marcas geridas pela SUR fecharam em março de 2024. O grupo britânico Frasers Group está em negociações para adquirir algumas das mais de 50 lojas que encerraram recentemente, estando ainda incerto o desfecho das três marcas nos Países Baixos. 
Atualmente, o grupo conta com mais de 437 lojas das demais marcas em Espanha, Portugal e Andorra.